# 10-й армейский корпус (Великая армия)
10-й армейский корпус Великой армии — образован 5 января 1807 года для осады города Данциг. Расформирован после его успешного взятия (24 мая 1807 года) в июне 1807 года.
Корпус вновь сформирован в июне 1812 года из 7-й пехотной дивизии, гарнизона Данцига и Прусского вспомогательного корпуса(из прусских, польских, вестфальских и баварских войск).
Местом сбора корпуса был Кенигсберг. Корпус имел задачу занять Курляндскую губернию, обеспечить судоходство по Неману, блокировать и, по возможности, взять Рижскую крепость.
12(24) июня 1812 корпус перешел р. Неман у Тильзита, 26 июня (8 июля) начал движение к реке Зап. Двина. Прус. войска генерала Граверта были направлены к Риге, а 7-я дивизия Гранжана с одним прусским гусарским полком – к Якобштадту для поддержки движения Великой армии к Дрисскому лагерю. В результате боя 7(19) июля 1812 при Гросс-Экау прусские войска генерала Клейста обошли с флангов российские войска генерал-лейтенанта Ф. Ф. Левиза и вынудили их отступить к Риге (в ходе боя пруссаки захватили знамя 2-го батальона Ревельского пехотного полка).
Пруссаки попытались с 11(23) июля осуществить блокаду Риги, но из-за большой протяженности фронта полностью блокировать город им не удалось.
9(21) июля Макдональд занял Якобштадт, где разместил свою главную квартиру. 7-я дивизия Гранжана двинулась по правому берегу р. Зап. Двина к Динабургской крепости и заняла ее без боя.
В сентября гарнизон Риги был усилен войсками корпуса Штейнгейля, прибывшими из Финляндии и вскоре рос. войска перешли в наступление. 14-19 сентября (26 сентября-1 октября) прус. войска ген. Йорка юго-восточнее Митавы нанесли поражение войскам ген. Штейнгейля. В октябре-ноябре 1812 боевые действия под Ригой фактически были приостановлены.
В ноябре 1812 Макдональд, получив сведения об отступлении Великой армии, начал подготовку к отходу. 6(18) декабря Макдональд получил приказ отступить в Восточную Пруссию и вечером того же дня корпус начал организованный отход. 1-й эшелон под командованием Макдональда составила дивизия Гранжана и прусский отряд генерала Массенбаха. Шедшие во 2-м эшелоне прусские войска под командованием генерал Йорка и Клейста были обременены многочисленными обозами и отстали от 1-го эшелона. Небольшой русский отряд отрезал дорогу пруссакам. В результате переговоров с ген. И. И. Дибичем Йорк 18(30) декабря заключил Таурогенскую конвенцию, объявив свои войска нейтральными (тем самым они были выведены из состава Великой армии). Отряд Массенбаха по приказу Йорка 19(31) декабря также покинул Макдональда присоединился к войскам Йорка.
7-я пехотная дивизия (7-8 тыс. чел.) отступила из Тильзита к Кенигсбергу, и далее к Данцигу, куда прибыла 2(14) января 1813. В начале 1813 года под командованием коменданта крепости дивизионного генерала Ж. Раппа был сформирован новый 9-й армейский корпус, в составе 7-й, 30-й и 33-й пехотных дивизий. Около года корпус успешно оборонял крепость, но 21 декабря 1813 года (2 января 1814) капитулировал и сдался российским войскам на условиях свободного выхода гарнизона (условия эти не были соблюдены русской стороной – сдавшийся корпус был объявлен военнопленным)
Прусские войска из состава 9-го корпуса после заключения Калишского союзного договора были подчинены российскому командованию, затем составили основу прусского корпуса в составе Силезской армии Блюхера.
В. П. Турусов (Энциклопедия «1812»)

## Состав корпуса
На 1 апреля 1807 года:
- 1-я пехотная дивизия (дивизионный генерал Клод Мишо)
- 2-я пехотная дивизия (кронпринц Карл Баденский)
- 3-я пехотная дивизия (генерал-лейтенант Игнас Гелгуд)
- 4-я пехотная дивизия (дивизионный генерал Гаспар Гарданн)
- кавалерийская дивизия (генерал-лейтенант Георг Фридрих фон Поленц)

На 1 июля 1812 года:
- 7-я пехотная дивизия (дивизионный генерал Шарль Луи Гранжан)
- Прусский вспомогательный корпус (генерал от инфантерии Юлиус Граверт)

## Командующие корпусом
- дивизионный генерал Виктор (5 – 20 января 1807)
- маршал Франсуа-Жозеф Лефевр (23 января – июнь 1807)
- маршал Этьен Макдональд (3 июня 1812 – 13 января 1813)
- дивизионный генерал Жан Рапп (13 января – 29 ноября 1813)

## Начальники штаба корпуса
- дивизионный генерал Жан-Батист Друэ д’Эрлон (24 января – 29 мая 1807)
- полковник штаба Жак Террье (1812)